# Tyler Breeze
Mattias Clement (Penticton, 19 de janeiro de 1988) é um lutador de luta livre profissional canadense, que atualmente trabalha para a WWE, sob o nome de ringue Tyler Breeze.

## Carreira

### Power Zone Wrestling (2007–2008, 2009–2010)
Clement fez sua estreia pela Power Zone Wrestling em 2007 sob o ring name "Mattias Wild". Sua luta aconteceu em 25 de abril de 2007 foi contra Rage O´Reilly, onde saiu vencedor. Clement lutou pela PZW até 8 de junho de 2008 quando saiu da promoção foi para a Elite Canadian Championship Wrestling.
Em abril de 2009, Clement lutou 72 horas seguidas, foi a partir de 2 de abril às 14:00 a 5 de abril às 14:00, foi em um evento pelaa NWA ECCW em Port Coquitlam, Canadá. Neste evento Clemente fez sua estreia pela ECCW. Em 2 de maio, Clement ganhou uma luta contra Alex Plexis para se qualificar para a primeira rodada da 2009 Pacific Cup, onde saiu derrotado na primeira rodada para Billy Suede em 6 de junho de 2009. Em 5 de setembro de 2009, ele perdeu uma tag team match com Dan Myers contra Jamie Diaz e Nick Price, era a primeira rodada pelo ECCW Tag Team Championship. As tags se rivalizaram, mas Nick Price e Jamie Diaz  levaram a melhor, e se denominavam "The Icons". Em 3 de outubro de 2009, Clement fez sua última luta antes de ir para Prairie Wrestling Alliance, contra "Ravenous" Randy Myers, mas saiu derrotado. Enquanto ele era um lutador da ECCW, foi treinado por Lance Storm em Calgary, Canadá.
Clement, voltou para PZW por uma uma luta em 11 de Setembro de 2010, mas Billy Suede o derrotou.

### Prairie Wrestling Alliance (2010)
Em 9 de janeiro de 2010,Clement fez sua estreia pela Prairie Alliance Wrestling sendo derrotado por Nightmare#2 no New Year´s Resolution. Clement venceu o PWA Tag Team Championship com Dan Myers, e mais tarde rivalizou com o seu treinador Lance Storm e seu parceiro Jerry Lynn pelos títulos.

### World Wrestling Entertainment/WWE (2010–presente)

#### Florida Championship Wrestling (2010–2012)
Em 2 de dezembro de 2010, Clement fez sua estreia pela Florida Championship Wrestling em uma 10-Man Tag Team Match, onde ele se juntou com Husky Harris, Kenny Li, Chimaera e Buck Dixon  sob o ring name Matt Clement. Eles derrotaram Big E Langston, Darren Young, Roman Leakee, Kevin Hackman e James Bronson. Em 13 de janeiro, lutou pela última vez com o ring name Matt Clement, quando ele derrotou Tom Latimer.
Em 8 de janeiro, Clement foi derrotado por Xavier Woods, sob o ring name "Mike McGrath". Ele fez mais duas lutas sob esse ring name, perdendo para Calvin Raines em 20 de janeiro de 2011 e perdendo para Michael Tarver em 12 de fevereiro de 2011.
Em 14 de abril de 2011, fez sua estreia com seu ring name Mike Dalton, e foi derrotado por Rick Victor. Clement obteve sua primeira vitória na FCW em 17 de novembro de 2011 contra Peter Orlov. Em 15 de Dezembro, Dalton ganhou uma battle royal para ganhar o direito de disputar o FCW Florida Heavyweight Championship. Ele desafiou Leo Kruger, mas perdeu a luta para Leo Kruger. Dalton ganhou o FCW Heavyweight Championship em 2 de Fevereiro de 2012, quando ele derrotou Kruger. Seu reinado durou 21 dias e ele perdeu a revanche e o cinturão para Kruger.

#### NXT (2012–2015)
Quando a WWE renomeou a FCW como NXT Wrestling, Dalton estreou como um lutador usado essencialmente para perder lutas. No episódio de estreia, em 20 de junho de 2012, Dalton e CJ Parker se uniram e foram derrotados pela The Ascension (Kenneth Cameron e Conor O'Brian).  No NXT de 1 de agosto de 2012, Dalton se uniu com Jason Jordan e derrotou a equipe de Hunico e Camacho. Em 29 de agosto, Dalton e Jordan perderam uma revanche contra essa equipe.
Sentindo que o caráter bastante genérico de Mike Dalton não tinha agradado os fãs, os responsáveis da WWE informaram a Clement em janeiro de 2013 que precisavam de um novo personagem ou ele seria demitido. No NXT de 24 de julho de 2013, Clement estreou com uma nova personagem chamada Tyler Breeze, um modelo narcisista obcecado com selfies, mesmo durante as lutas. Clement foi o próprio responsável por grande parte do caráter de Breeze, com Triple H dando-lhe a sugestão de usar um iPhone para tirar as selfies com um espelho de bolso como uma maneira de fazer o personagem mais moderno.
Breeze, em seguida, começou uma rivalidade com CJ Parker, depois de Parker repetidamente estragar as suas fotos. No episódio de 8 de dezembro do NXT, Breeze começou uma rivalidade com Adrian Neville após ale custar a Neville um combate pelo NXT Championship em uma luta lumberjack. A rivalidade culminou em um confronto duas semanas depois, que Neville ganhou. No NXT Arrival, Breeze estava programado para enfrentar Xavier Woods, mas os dois foram atacados no início da luta por Alexander Rusev. Nas semanas seguintes, Breeze continuou sua rivalidade com Woods por atacá-lo antes de um combate com Rusev. Semanas depois, eles se enfrentaram em um episódio do NXT, que Breeze ganhou.
No NXT de 8 de maio de 2014, Breeze participou de uma battle royal de 20 lutadores por uma chance ao NXT Championship composta em três rodadas. Como resultado, ele enfrentou os outros dois vencedores, Sami Zayn e Tyson Kidd em uma luta triple threat no episódio seguinte do NXT, onde Kidd ganhou e se tornou no desafiante. No NXT TakeOver, Breeze enfrentou Zayn em outro combate para determinar o desafiante ao título, onde Breeze ganhou.
Em meados de junho, Breeze quebrou um dedo, de modo que ele ficou afastado por um mês. Ele retornou No NXT de 24 de julho, derrotando Mojo Rawley. Breeze enfrentou Neville pelo NXT Championship em 14 de agosto, mas não teve sucesso após Kidd interferir e causar suaa desqualificação. Breeze, juntamente com Zayn e Kidd, em seguida, mais uma vez desafiaram Neville sem sucesso pelo título no NXT TakeOver: Fatal 4-Way. Antes disso, o Breeze fez usa estreia no plantel principal da WWE no Raw de 8 de setembro, onde em parceria com Kidd ele enfrentaram Neville e Zayn para ajudar a promover o TakeOver: Fatal 4-Way. Entre este evento e o TakeOver: R Evolution, Breeze não teve qualquer tipo de rivalidade e em 18 de dezembro episódio no NXT, uma vinheta do telefone celular de Breeze foi ao ar, alegando que ele estava deixando o NXT por um curto intervalo para prosseguir com sua carreira de modelo no exterior.
Ele retornou no NXT de 8 de janeiro de 2015, derrotando o estreante Chad Gable. Em 21 de janeiro, Breeze foi derrotado por Hideo Itami na primeira fase de um torneio para determinar o desafiante ao NXT Championship. Isto levou a uma revanche no NXT TakeOver: Rival, que foi novamente ganha por Itami. A rivalidade de Breeze com Itami continuou e os dois juntamente com Finn Bálor foram colocados em uma luta triple threat para determinar o candidato ao NXT Championship no NXT TakeOver: Unstoppable. Antes do combate, entretanto, Itami foi atacado no estacionamento. Isso fez com que a luta no TakeOver: Unstoppable fosse resumida a Breeze e Bálor, sendo que este último ganhou.
Em 16 de julho, William Regal anunciou que Breeze iria lutar no NXT TakeOver: Brooklyn, em 22 de agosto, 2015, contra Jushin Thunder Liger, que este último ganhou. Breeze entrou para o torneio Dusty Rhodes Tag Team Classic tendo como parceiro Bull Dempsey. Os dois foram eliminados posteriormente por Tommaso Ciampa e Johnny Gargano no NXT de 9 de setembro. Isto levou a uma luta entre os dois no NXT de 23 de setembro, que Breeze ganhou. Em 7 de outubro, no NXT TakeOver: Respect, Breeze foi derrotado por Apollo Crews.

#### Plantel principal (2015–2021)
No SmackDown de 22 de outubro, Breeze fez sua estreia no plantel principal da WWE em um segmento do Miz TV, onde ele se juntou com Summer Rae para atacar Dolph Ziggler. Em 9 de novembro no episódio do Raw, Breeze fez sua estreia nos ringues, perdendo para Dean Ambrose no primeiro round do torneio pelo vago WWE World Heavyweight Championship. Ao longo de novembro, Breeze continuou sua rivalidade com Ziggler, resultando em uma luta no Survivor Series, que Breeze venceu. Contudo, ele foi derrotado por Ziggler em 30 de novembro no episódio do Raw. Em 3 de dezembro no episódio do SmackDown, Breeze derrotou Neville, e em 10 de dezembro, no episódio do SmackDown, ele foi derrotado por Ziggler.

## Outras mídias
Clement foi destaque na regravação do videoclipe do grupo The Chainsmokers para a canção "Selfie" em 2014, mas não no vídeo original. Em 2014, Clement, como Tyler Breeze, foi o foco de um episódio de E:60. O tema do show girou em torno da sua nova personagem e o processo de criação, sendo exibido em maio de 2015.

## No wrestling
- Movimentos de finalização

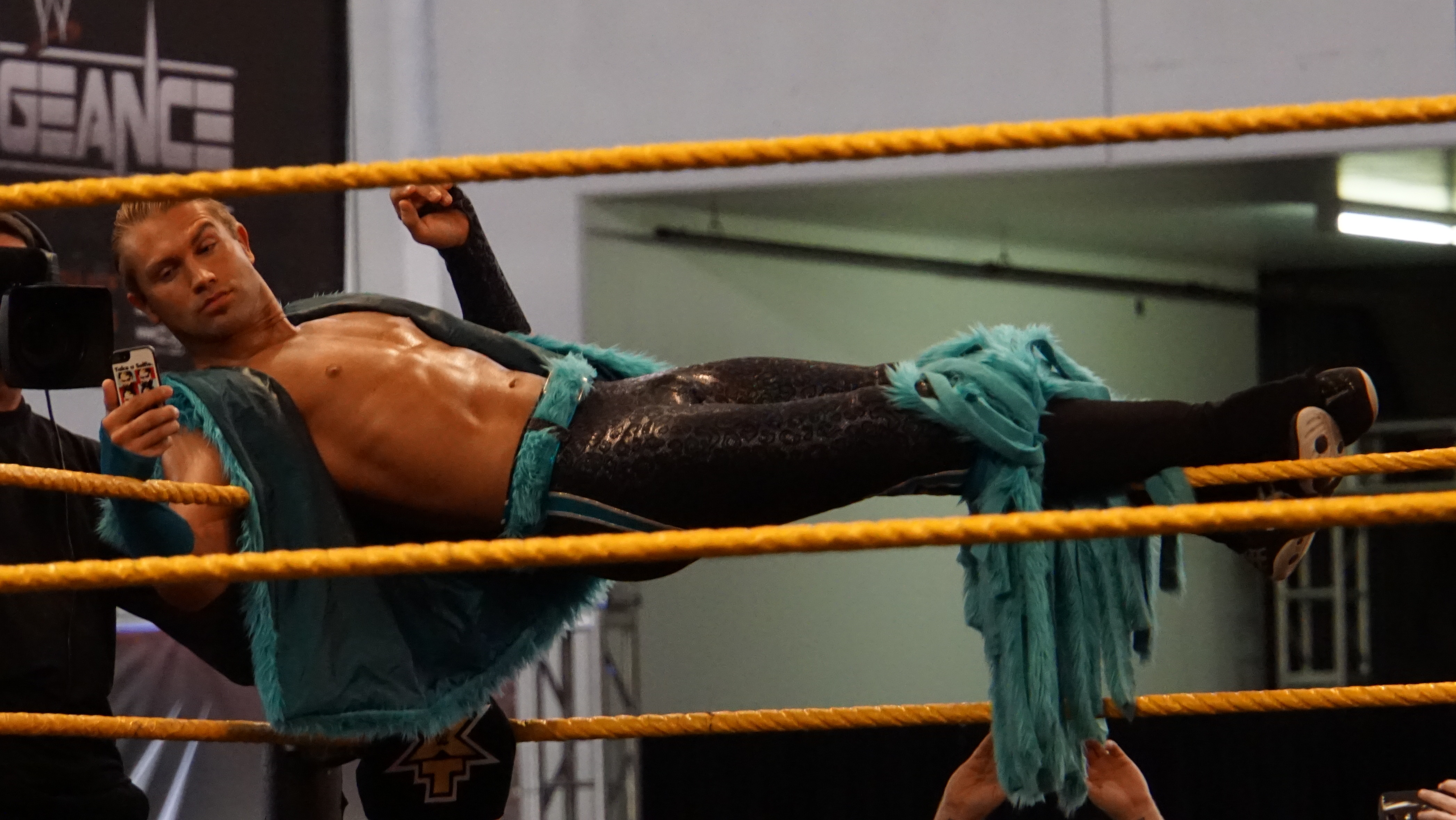
Breeze fazendo sua pose característica.

  - Beauty Shot (Jumping spinning heel kick)[5][18][19]
  - Implant DDT[4] – FCW
  - Supermodel Kick (Superkick)[3][5][43]
- Movimentos secundários
  - Enzuigiri[19]
  - Missile dropkick[3]
- Managers
  - Summer Rae[44]
- Alcunhas
  - "Prince Pretty"[5]
  - "The Definition of Delish"[5]
  - "The Gorgeous One"[5]
  - "The King of Cuteville"[5]
  - "The Selfie Sultan"[5]
- Temas de entrada

FCW//WWE "Are You In" by wwe
- - "Good Dirty Fun" by William Werwath (NXT; 2013–2014)
  - "#MMMGORGEOUS" por CFO$[45] com Tyler Breeze (NXT; 2014–2016)

Breezango (WWE; 2016-Presente)

## Títulos e prêmios
- Florida Championship Wrestling
  - FCW Florida Heavyweight Championship (1 vez)[11]
  - FCW Florida Tag Team Championship (1 vez) – com Leakee
- Prairie Wrestling Alliance
  - PWA Tag Team Championship (1 vez) – with Dan Myers[9]
- Pro Wrestling Illustrated
  - PWI colocou-o em 61º dos 500 melhores lutadores individuais na PWI 500 em 2015[46]
- World Wrestling Entertainment
  - NXT Tag Team Championship (1 vez) - com Fandango